# Moros (dinosauriër)

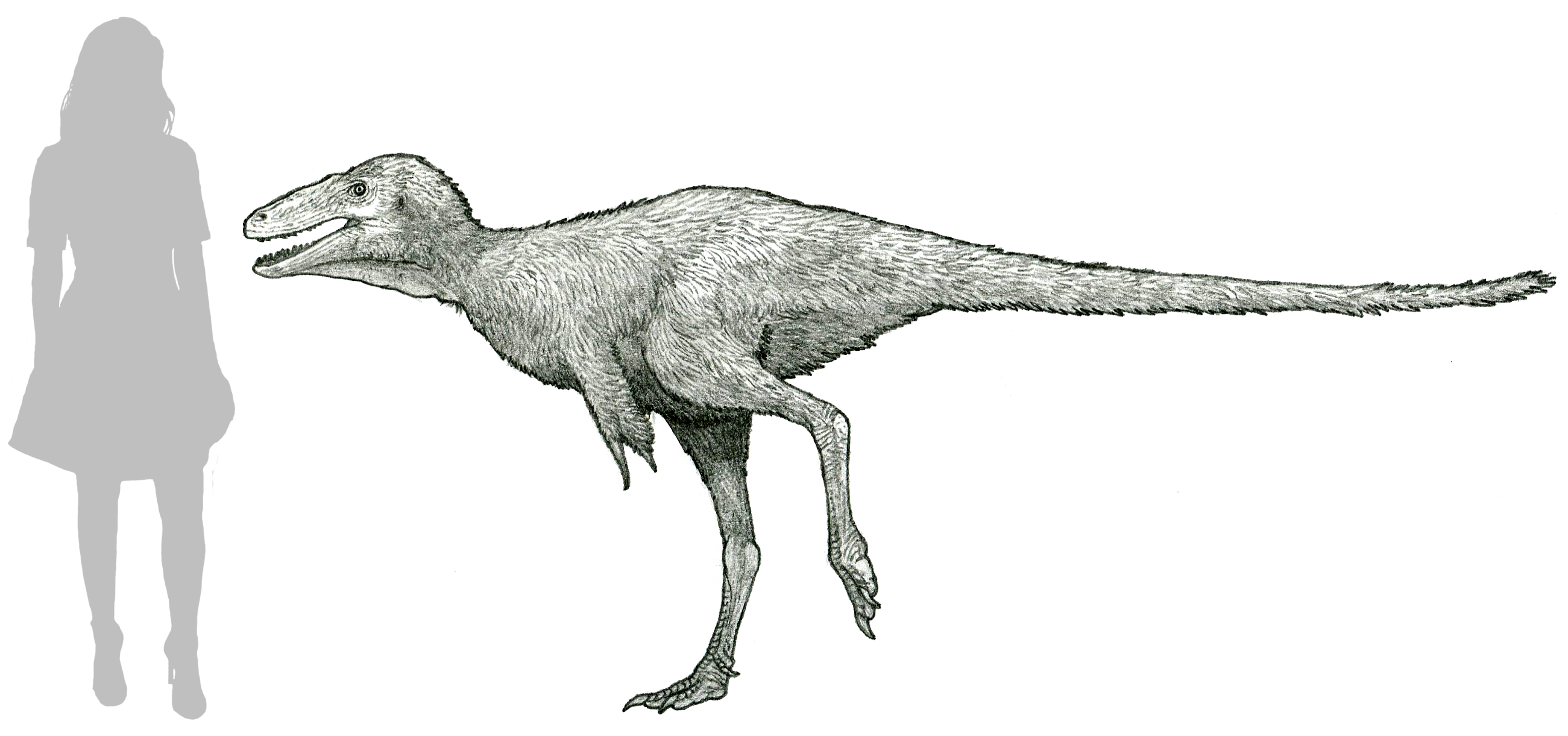
Moros intrepidus

Moros intrepidus is een vleesetende theropode dinosauriër, behorend tot de Tyrannosauroidea, die tijdens het late Krijt leefde in het gebied van het huidige Noord-Amerika.

## Vondst en naamgeving
Op de Stormy Theropod-vindplaats in Emery County, Utah werd, tijdens expedities tussen 2012 en 2015, in 2013 door Lindsay Zanno een bot gesignaleerd dat uit de grond stak. Tot 2015 werd het skelet opgegraven van een tyrannosauroïde. Het werd geprepareerd door Aaron Giterman en Lisa Herzog.
In 2019 werd de typesoort Moros intrepidus benoemd en beschreven door Lindsay E. Zanno, Ryan T. Tucker, Aurore Canoville, Haviv M. Avrahami, Terry A. Gates en
Peter J. Makovicky. De geslachtsnaam is die van Moros, binnen de Griekse mythologie de personificatie van het dreigende noodlot, als verwijzing naar het feit dat de Tyrannosauroidea Noord-Amerika waren binnengedrongen. De soortaanduiding betekent "onverschrokken" in het Latijn en verwijst naar het onversaagde oprukken van die diergroep van Azië uit.

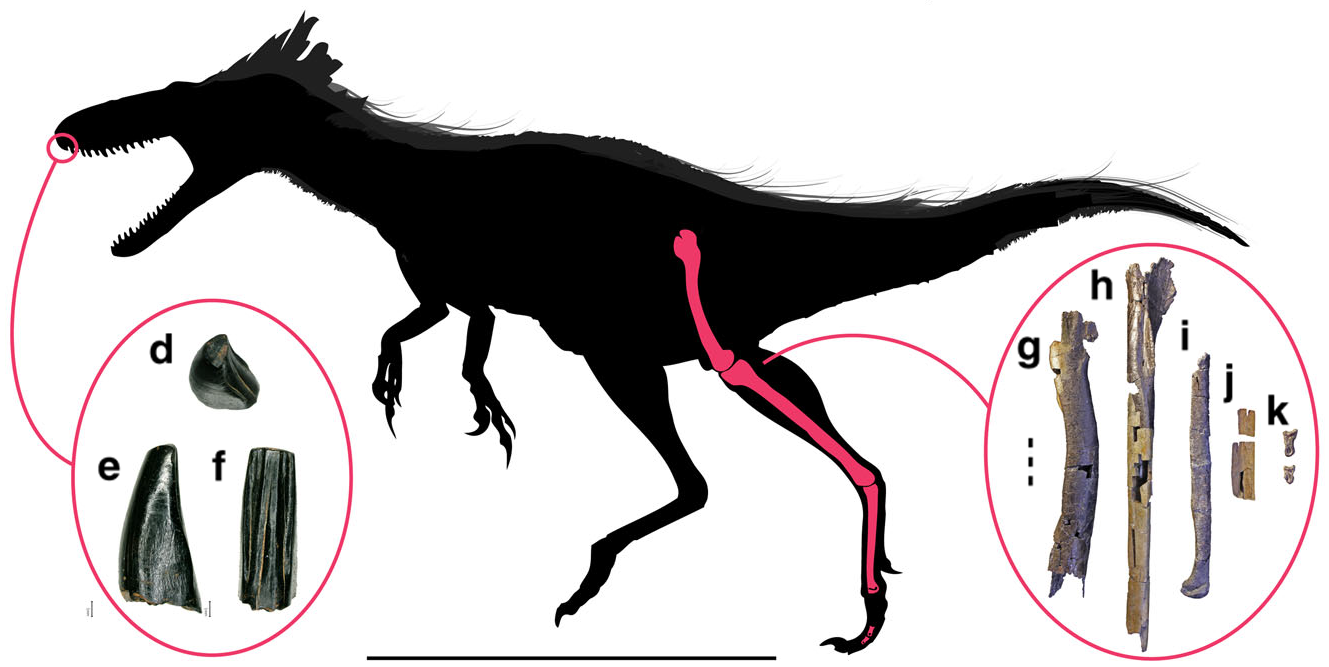
Skeletelementen van Moros, afgebeeld als een gevederde dinosauriër

Het holotype, NCSM 33392, is gevonden in de onderste Mussentuchitafzetting van de bovenste Cedar Mountain Formation die dateert uit het Cenomanien en niet meer dan 96,4 miljoen jaar oud is. Het bestaat uit een rechterachterpoot. Bewaard zijn gebleven: het dijbeen, het scheenbeen, het tweede en vierde middenvoetsbeen en het derde en vierde kootje van de vierde teen. Afgaande op groeilijnen betreft het een bijna volgroeid individu van zes of zeven jaar oud. Daarnaast werden nog twee losse premaxillaire tanden toegewezen, de specimina NCSM 33393 en NCSM 33276.

## Beschrijving

### Grootte en onderscheidende kenmerken
Moros is ongeveer tweeënhalve meter lang bij een geschat lichaamsgewicht van achtenzeventig kilogram. Dat maakt de soort tot een van de kleinste tyrannosauroïden uit het Krijt. De achterpoot heeft een geschatte lengte van 120 centimeter. De lengte van de schedel werd, mede van de tanden uit, geschat op dertig à veertig centimeter.
De beschrijvers wisten enkele onderscheidende kenmerken aan te geven. Sommige daarvan zijn autapomorfieën, unieke afgeleide eigenschappen. Het dijbeen heeft bij de onderste punt van de trochanter minor een halfcirkelvormige bult op binnenste voorkant van de schacht. Het vierde middenvoetsbeen heeft een golvend raakvlak aan de binnenzijde als contact met het derde middenvoetsbeen. Het onderste gewrichtsvlak van het vierde middenvoetsbeen heeft een extreem uitgroeisel aan de voorste buitenzijde. Het voornoemde uitgroeisel vloeit samen met een diepe en gegroefde inkerving voor de pees van de strekkende spier, welke groeve geleidelijk overgaat in het buitenste putje voor het gewrichtskapsel. Niet uniek maar toch onderscheidend geacht is het kenmerk van een vierde middenvoetsbeen met een onderste gewrichtsvlak dat in onderaanzicht driehoekig is en overdwars afgeplat.

### Achterpoot

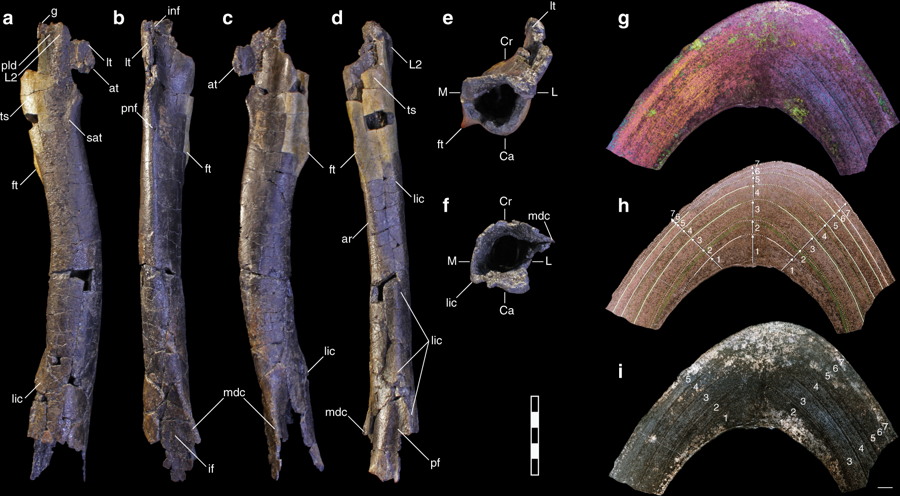
Het dijbeen met een dwarsdoorsnede

De achterpoot is relatief langwerpig. Het dijbeen is aan beide uiteinden zwaar beschadigd. De binnenholte is groot en de botwand dun. Het heeft een bollende kam aan de achterste binnenkant onder het niveau van de trochanter minor, net als bij Dryptosaurus, Bistahieversor en Gorgosaurus. Een basaal kenmerk is een extra trochanter uitlopend van de trochanter minor, net als bij Guanlong, Dilong en Xiongguanlong, vlak bij de onderscheidende bult. Een driehoekige vierde trochanter aan de binnenste achterkant geeft het dijbeen als geheel een D-vormige dwarsdoorsnede waarvan het platte achtervlak is ver naar beneden doorzet, begrensd door de linea intermuscularis caudalis en de crista supracondylaris medialis. De vierde trochanter heeft een dubbele punt.
Ook het scheenbeen mist zijn uiteinden. Het is vermoedelijk langer dan het dijbeen en extreem slank, de langwerpigheid bij de Ornithomimidae benaderend. De crista cnemialis is goed ontwikkeld. Het midden van de schacht heeft een ronde dwarsdoorsnede als bij Tyrannosaurus. Afgaande op het facet, is de opgaande tak van het sprongbeen hoog en bedekte heel de onderste voorzijde van het scheenbeen.
De middenvoet is ook weer zeer slank, de langwerpigste die van een tyrannosauroïde bekend is, en vermoedelijk arctometatarsaal, dus met een toegeknepen bovenste derde middenvoetsbeen. hoewel dat zelf niet bewaard is en de toestand afgeleid moet worden van de vorm van het tweede en vierde middenvoetsbeen. Dat laatste is zevenentwintig centimeter lang. Het heeft een verruwing op het buigpunt van de zoolzijde voor de aanhechting van de Musculus gastrocnemius lateralis. Het raakvlak met het derde middenvoetsbeen golft van de voorzijde/bovenzijde naar de zoolzijde, bol van voren en hol van achteren. Het onderste gewrichtsvlak heeft de vorm van een afgeronde punt, niet een scharniergewricht; de gewrichtsknobbels liggen op de zoolzijde.

## Fylogenie
Moros werd in de Tyrannosauroidea geplaatst, in een matig basale positie, buiten de Eutyrannosauria maar binnen de Pantyrannosauria. Dat maakt de soort op een afstand van vijftien miljoen jaar tot de meest basale en oudste tyrannosauroïde uit het Krijt van Noord-Amerika; uit de Jura zijn nog oudere soorten bekend. Het was in 2019 ook de oudste bekende tyrannosauroïde met een arctometatarsale voet, en de oudste met een hoog geplaatste vierde trochanter; beide kenmerken zijn aanpassingen aan een rennende levenswijze en impliceren een hoge maximumsnelheid. Moros werd gezien als een bewijs dat de Tyrannosauroidea voor een vrij lange tijd na hun arriveren in Noord-Amerika van Azië uit tamelijk klein bleven. Pas nadat de faunawisseling van het middelste Krijt de grote Allosauria had uitgeroeid, konden ze zelf apexpredatoren worden.